# 海神堂公園
海神堂公園 (ヘシンダンこうえん、韓国語: 해신당 공원) は韓国東部、江原特別自治道三陟市にある公園。水族館、民俗資料館、植物公園、彫像などがあり、加えて園内に多くの男性器をかたどった彫刻があることが特徴である。民俗資料館には韓国の漁村の歴史に加え、様々な文化や時代のシャーマニズム的な祭祀において性を表象させる事物を展示している。ペニス公園とも呼ばれている。

## 伝承
公園の地元には、エバウィの悲劇として知られる以下の伝承がある。

若い漁師とその婚約者の乙女が、あるとき舟で近くの岩場に渡り、海藻取りをしていた。漁師が、あとで迎えに来るからと乙女に言い残して岩場を離れたところ、急に嵐が来た。漁師は迎えに行けず、乙女は嵐で命を落とした。現地はそれ以来不漁が続くようになってしまったが、ある漁師が海に向かって放尿したところ、その漁師だけは魚が獲れるようになった。村人たちはこれを、乙女が男根を見て喜んだと考え、男根を模した木製の彫像を作り、彼女を鎮めるための祭祀を行った。すると再び魚が捕れるようになり、漁村は以前の暮らしに戻った。乙女の亡くなった場所はエバウィ岩と呼ばれるようになった。祭祀はヘシンダンと呼ばれ、年に2回行われるようになった。

現在では大規模な祭祀は行われていないが、現地では旧暦1月15日（小正月）と同10月5日に男根の木型をぶら下げる風習が現在もある。

## 展示物
公園の東側は海に面しており、乙女を祀る社と伝承をモチーフとした彫像がある。男根の彫像は、人面を持つものや色彩豊かなもの、写実的なものなど様々な形状や大きさのものが約50基、園内に展示されている。大きな男根を祠に見立てて内側に十二支の動物を納めた形状の石像や、ベンチや大砲の形状のものもあり、男性器の形をした大砲の砲口は日本に向いている
。